# Chevrolet Corvette (C7)
La Chevrolet Corvette (C7) est une voiture de sport produite par le constructeur automobile américain Chevrolet à partir de 2013. Elle est la 7e génération de Chevrolet Corvette, dont la production a débuté en 1953, et fait renaître le nom « Stingray » (nom anglais de la raie à éperon), désignant à l'origine la Corvette de deuxième génération).
Pour les 60 ans de ce modèle, cette génération se dote de technologies éprouvées, comme des ressorts à lames ou une distribution par culbuteurs, dont l'adoption permet à la Corvette de rester concurrentielle sur le plan des performances par rapport aux sportives européennes.
En 2017, Chevrolet dévoile une série spéciale baptisée Carbon 65 de sa Corvette pour fêter les 65 ans du modèle originel né en 1953.

## Genèse
La conception de la 7e génération de Corvette s'est déroulée dans un contexte difficile, devant faire face à plusieurs changements de cap concernant le projet ainsi qu'aux nombreuses difficultés auxquelles General Motors est confronté.

### Un contexte économique difficile

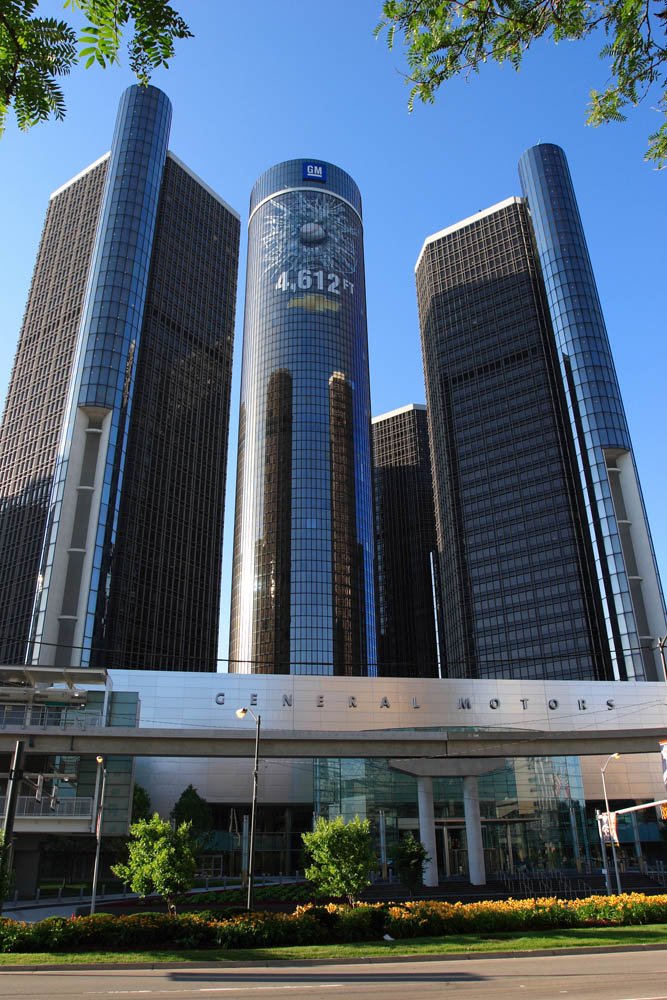
Le Renaissance Center, siège de General Motors à Détroit.

Depuis 2005, General Motors, la maison-mère de Chevrolet, fait face à des difficultés financières majeures dont le point d'orgue est la faillite organisée du groupe le 1er juin 2009.
La suprématie du groupe s'était vue ébranlée dès le début des années 1980 par le succès des constructeurs japonais sur le marché américain. Les difficultés s'étaient ensuite accumulées, jusqu'à une première restructuration en 2003 qui permit de stabiliser à environ 28 % les parts de marché aux États-Unis, contre près de 45 % vingt ans plus tôt. Cependant, cette accalmie s'avéra de courte durée à cause du poids des retraites des anciens employés du groupe, qui empêchait l'investissement dans de nouveaux modèles.
Les véritables difficultés commencèrent à partir de 2005 avec une baisse du volume des ventes. Le changement des habitudes de consommation des Américains, qui demandaient désormais des véhicules plus petits et moins consommateurs en carburant, se traduisit par la baisse des ventes de pick-ups dont la production était particulièrement rentable. L'effet le plus visible de cette baisse des ventes fut la perte par General Motors de la place de premier constructeur automobile mondial au profit de Toyota en 2008. Cette baisse des ventes fut accentuée par le début de la crise économique la même année.
Le 1er juin 2009, General Motors se déclara en faillite après avoir accumulé 81 milliards de dollars de pertes en quatre ans. La restructuration qui fut alors entreprise sous le régime du chapitre 11 de la loi sur les faillites mena à la création deux entités différentes, l'une viable et l'autre regroupant les marques non rentables et la quasi-totalité des dettes du groupe.
La commission chargée de la restructuration de General Motors, nommée par le président Barack Obama, jugea que la branche Corvette était bénéficiaire et qu'elle serait intégrée dans le nouveau groupe.

### Le feu vert du gouvernement américain

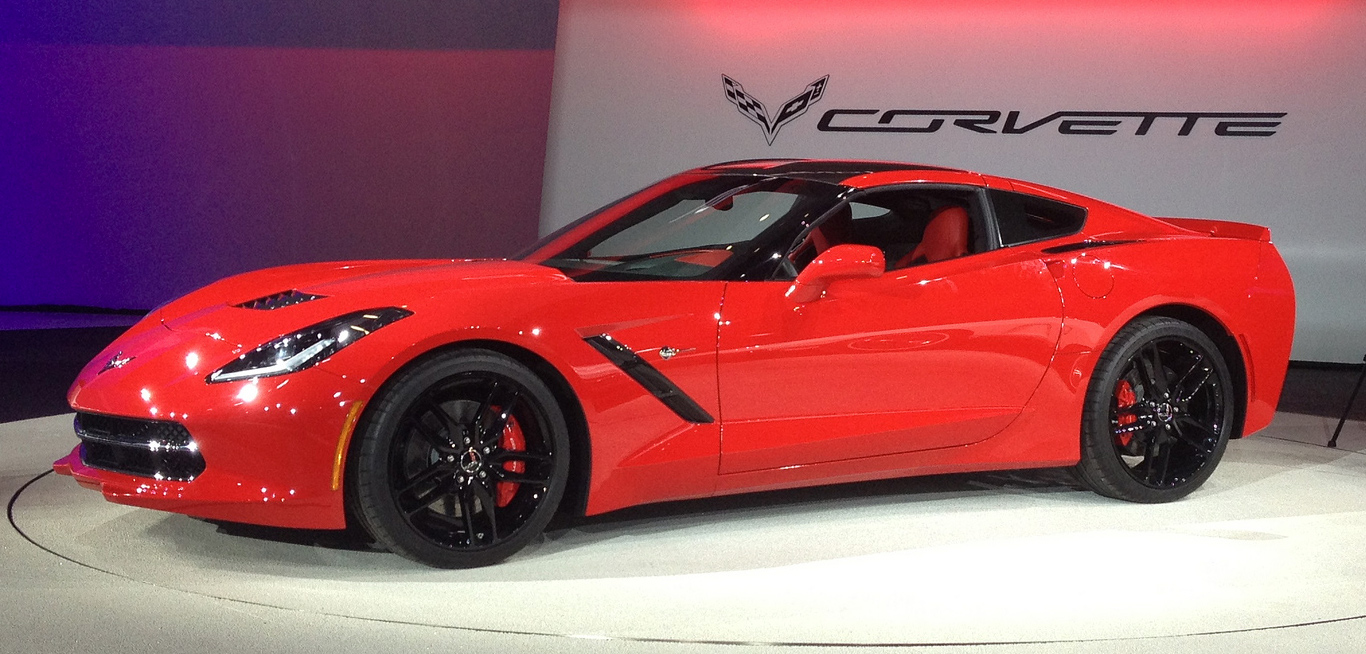
Le dessin de la C7 est plus acéré que par le passé.

La conception de la 7e génération de Chevrolet Corvette a débuté peu de temps après la commercialisation de la génération précédente, en 2005. L'équipe de Tadge Juechter, l'ingénieur en chef responsable de Corvette, s'est cependant vue désistée du projet durant l'hiver 2007, tous les projets concernant de nouveaux véhicules ayant été arrêtés à ce moment-là au sein du groupe General Motors. La direction du groupe demanda aux concepteurs de permettre à la 6e génération de la sportive de rester quelques années de plus sur le marché, puis de se focaliser sur un prochain modèle, qui serait, faute de moyens, une évolution de la génération précédente. Cependant, ce modèle ne verra jamais le jour en raison de la faillite de General Motors en juin 2009.
La conception d'une véritable 7e génération de Chevrolet Corvette a été approuvée après que le groupe s'est remis de la faillite de 2009. Au sein de General Motors, cette génération est alors connue sous le nom de code Y1XX.

## Présentation
La 7e génération de Chevrolet Corvette est présentée le 13 janvier 2013, la veille du salon de Détroit.
Chevrolet lance une dernière série limitée Chevrolet Corvette C7 Final Edition sur les versions Z06 et Grand Sport en janvier 2019, avant le remplacement de la C7 par la C8 en fin d'année 2019.

## Aspect extérieur
La C7 se présente sous la forme d'un coupé ou d'un cabriolet plutôt compact pour sa catégorie. D'une longueur de 4 492 mm, elle est plus courte qu'une Nissan GT-R (4 670 mm) ou qu'une BMW M6 (4 898 mm).

## Moteur et transmission

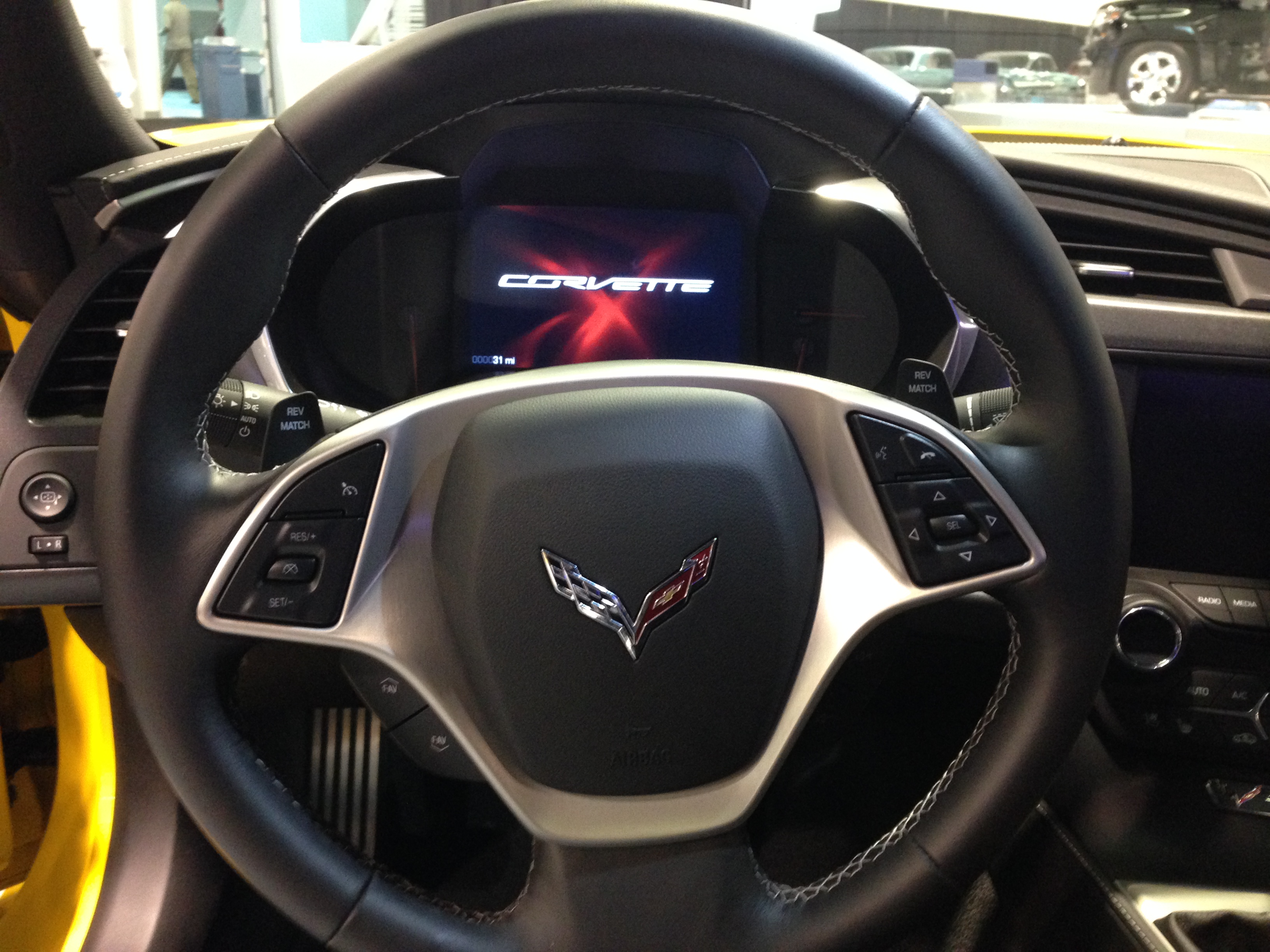
L'écran central sert de compte-tours lorsque la voiture roule.

Cette 7e génération de Corvette se dote de deux moteurs, l'un atmosphérique pour la Stingray et l'autre suralimenté pour la Z06. Plusieurs boîtes de vitesses sont disponibles, dont une manuelle à 7 rapports.

### V8 6,2 L - LT1
La Corvette Stingray, coupé comme cabriolet, est motorisée par un V8 de 6 162 cm3 répondant au nom de LT1. L'ouverture entre les deux bancs de cylindres est de 90°. Entièrement en aluminium, ce moteur fait appel à des solutions plutôt rustiques, notamment au niveau de la distribution. Cette dernière est assurée par un système de tiges et de culbuteurs actionnés par un arbre à cames unique, situé au centre du V. Ce système commande l'ouverture des 16 soupapes dont dispose le moteur.
En Amérique du Nord, ce moteur développe 455 ch à 6 000 tr/min et 624 N m à 4 600 tr/min. L'ajout de l'échappement performance optionnel, qui est également présent dans l'option Z51, fait grimper la puissance à 460 ch et le couple à 630 N m aux mêmes régimes d'obtention. En Europe, cet échappement est de série et le moteur est censé pouvoir délivrer 466 ch,.
Le LT1 possède un système de coupure de la moitié des cylindres afin de diminuer sa consommation lorsqu'il n'est pas fortement sollicité. La puissance développée par ce V4 est alors de 128 ch.

## Compétition

### Chevrolet Corvette C7.R
Pour la saison 2014 d'endurance, Corvette Racing et Chevrolet développe une version compétition de la Corvette C7 pour les catégories LM GTE (Le Mans Grand Tourisme Endurance) et GT LM (Grand Tourisme Le Mans). La première des deux homologations permet à Corvette Racing d'engager la voiture dans les courses organisées par l'Automobile Club de l'Ouest et la Fédération Internationale de l'Automobile, notamment les 24 Heures du Mans et le championnat du monde d'endurance FIA. La seconde permet à l'écurie américaine un engagement dans le championnat United SportsCar Championship organisé par l'International Motor Sports Association.

## Versions

### Chevrolet Corvette Z06
La Corvette Z06 est dévoilée au Salon de Détroit 2014.
La Z06 est motorisée par le V8 de 6,2 litres dont la puissance est portée à 659 ch, pour un couple de 881 N m, accouplé à la boîte manuelle 7 rapports ou à une boîte automatique à 8 rapports en option. Elle est élargie de 56 mm à l'avant et de 80 mm à l'arrière par rapport à la Stingray et reçoit des pneumatiques Michelin Pilot Super Sport Cup 2 (285/30 ZR19 à l'avant et 335/25 ZR20 à l'arrière).
La Chevrolet Corvette Z06 peut être équipée du "Pack Performance Z07" qui ajoute à des freins Brembo en carbone-céramique, des appendices aérodynamiques ajustables à l'avant et à l'arrière.

### Chevrolet Corvette ZR1
En novembre 2017, Chevrolet dévoile une version exclusive de sa Corvette, la Corvette ZR1 dotée d'un moteur V8 6.2 de 765 ch.
La Corvette ZR1 Convertible, version cabriolet de la Corvette ZR1 Coupé, est dévoilée au Salon de Los Angeles 2017.

## Sources